# جعفر زعیمی نیکو
جعفر زعیمی نیکو نوازنده، آهنگساز، رهبر ارکستر و مُدرس موسیقی اهل ایران است.

## زندگی هنری
جعفر زعیمی نیکو در سال ۱۳۴۳ همکاری خود را با نیروی هوایی به عنوان نوازنده «ترومپت» آغاز نمود و به مدت ۷ سال با ارکستر نظامی به رهبری «رحمت افشار» همکاری کرد.
او پس از پایان تحصیلات متوسطه و احذ مدرک دیپلم ریاضی با بورسیه ارتش به هنرستان عالی موسیقی راه یافت. در پایان تحصیل در هنرستان عالی موسیقی در مسابقات کالج سلطنتی موسیقی لندن شرکت کرد و موفق به اخذ بورس تحصیلی انگلستان شد. او برای ادامه تحصیلات عالی موسیقی راهی انگستان شد و در کالج سلطنتی موسیقی مشغول به تحصیل شد. پس از ۲ سال در آزمون وزارت دفاع انگلستان شرکت نمود و با کسب عناوین اول در درس‌های تخصصی موسیقی پذیرفته شد.
او پس از ۳ سال تحصیل با کسب عنوان نخست و لوح یادبود در دروس سازشناسی، پرکاشن و کُرال به عنوان بهترین دانشجوی خارجی معرفی و فارغ‌التحصیل شد.
وی در سال ۱۳۵۸ به ایران بازگشت و به عنوان فرمانده در نیروی هوایی منصوب شد. او پس از آغاز جنگ ایران و عراق، طرح تشکیل آموزشگاه موسیقی برای کلیه نیروهای مسلح را به تصویب رسانده و راه اندازی کرد. وی همچنین طرح تشکیل «هنرستان موسیقی نظامی» را به تصویب رساند. او سرانجام پس از ۲۷ سال از خدمات نظامی با درجه سرهنگی بازنشسته شد.
جعفر زعیمی نیکو برای نخستین بار در ایران، روش‌های نوین و مدرن در انگشت‌گذاری و شیوهٔ اجرای سازهای بادی را آموزش داد. او همچنین با تغییراتی در سازهای بادی برنجی، ابتکار نواختن فواصل موسیقی ایرانی را بر روی گام ۲۴ قسمتی به وجود آورد. وی در چهارمین جشنواره هنر و ادبیات در خدمت جنگ، برنده جایزه نخست و لوح یادبود شد.
او از سال ۱۳۶۷ تدریس سازهای بادی از جمله ترومبون را در هنرستان موسیقی آغاز کرد.وی همچنین نخستین مدیر گروه موسیقی نظامی دانشگاه هنر تهران است.

## فعالیت‌های هنری
از جمله فعالیت‌های هنری جعفر زعیمی نیکو به موارد زیر می‌توان اشاره نمود:
رهبری گروه کر هنرجویان همافری نیروی هوایی، رهبری ارکستر بزرگ مدرسه سلطنتی موسیقی نظامی انگلستان، ساخت و تنظیم قطعات موسیقی

## آثار هنری
از جمله آثار آهنگسازی جعفر زعیمی نیکو به موارد زیر می‌توان اشاره نمود:
- «مارش عقاب آسمان‌ها»
- «مارش سعید»
- «مارش ظفر»
- «مارش ملت غیور»
- «شکوه مقاومت»
- «برداشتی از چهارگاه»
- «آرم رادیویی ارتش»
- «مرثیه» (در سوگ عباس بابایی)
- سرود «هفده ربیع‌الاول»
- «فروردین»
- «لالایی»
- «حماسه حر»
- «خداوند جان و خرد» (ویژه هزارمین سال ابوالقاسم فردوسی - از بلندترین قطعات موسیقی که برای ارکستر نظامی ساخته شده‌است)
- آلبوم موسیقی «خواب خوش» به خوانندگی «حمید غلامعلی»[۵]